# 소청도
소청도(小靑島)는 인천광역시 옹진군 대청면에 속하는 섬이다. 옛 이름은 소암도(小岩島)였다. 면적은 2.91km2, 인구는 2015년 12월 말 주민등록 기준으로 266명, 167가구이다.
섬의 남쪽에는 스트로마톨라이트로 이루어진 해안인 천연기념물 제508호가 있다. 인천 연안부두에서 1일 3회 쾌속선이 운항되는데, 3시간 15분 정도 걸린다.

## 천연기념물
- 옹진 소청도 스트로마톨라이트 및 분바위 (천연기념물 제508호)

## 지질
소청도는 한국에서는 드물게 저변성 퇴적암으로 구성되며 소청도의 퇴적암은 소청도 지질도폭(2021)에서 소청층으로 명명되었다. 사암과 셰일에서는 사층리와 연흔, 건열 등의 퇴적 구조들이 나타나기도 하며, 김정률 외(1999)는 소청도 지층에서 후기 원생대의 빗방울 자국(우흔)을 발견하였다. 소청도에는 지질유산인 옹진 소청도 스트로마톨라이트 및 분바위가 있다.

### 예동층원
예동층원은 소청도 남동부를 제외한 전 지역에 분포하며 주로 회색, 녹색, 자색의 세립~중립질사암, 회색의 실트암과 암녹색~흑색 또는 자색의 셰일로 구성되며 사암, 실트암, 셰일의 호층대이다. 층준에 따라 자색의 셰일/사암 및 석회암이 수 미터 두께로 나타난다. SHRIMP 저어콘 U-Pb 분석결과 예동층원의 최고 퇴적 시기는 약 900 Ma이다.

### 휘록암
소청도 전 지역에서는 예동층원 퇴적암에 평행하게 긴 띠 형태로 북동 60° 방향으로 관입한 수십 센티미터~수백 미터 폭의 휘록암(輝綠岩)이 빈번하게 출현한다. 대부분의 노두에서 휘록암 암상과 퇴적암의 접촉면은 뚜렷하다. 노화동 남쪽과 북동쪽에서는 오각형 혹은 육각형 모양의 주상절리가 나타난다. 휘록암의 U-Pb 연대측정 결과 206Pb/238U 가중평균연령은 888±5 Ma 으로 신원생대 초기에 해당한다.

### 분바위층원 및옹진 소청도 스트로마톨라이트 및 분바위
분바위층원은 예동층원 상위의 지층으로 소청도 남동부에 분포하며 지층의 하한은 수십 센티미터 두께의 사암, 실트암, 셰일이 소멸하고 수 미터 두께의 석회암이 우세하게 나타나기 시작하는 층준이다. 분바위층원은 대부분 석회암으로 구성되며 부분적으로 박층의 셰일을 포함한다. 분바위층원의 석회암은 주로 밝은 백색 내지 회백색을 띄며 예동층원의 주향과 평행하게 동북동 방향으로 발달한다. 분바위층원에는 스트로마톨라이트가 산출되어 천연기념물 제508호로 지정되어 있다.
김정률과 김태숙(1999)은 이 스트로마톨라이트를 북한 상원계 신원생대 지층에 나타나는 스트로마톨라이트와 대비시켜 신원생대 퇴적층으로 보고하였고 한반도에서 가장 오래된 화석으로 기재하였으며 이성주 외(2003) 역시 스트로마톨라이트 내에서 한국 최초로 발견된 박테리아 화석의 산출시기를 바탕으로 신원생대에 퇴적된 지층일 가능성을 제시했다. 스트로마톨라이트에서는 심하게 변형된 유기물질과 함께 22개체의 박테리아 화석이 발견되었고, 이 중 분류 가능한 화석은 3속 4종(Siphonophycus inornatum,  Siphonophycus robustum,  Obruchevella sp.,  Sphaerophycus sp.) 으로,  모든 화석은 원시 남조세균으로 해석되었다. Obruchevella sp. 화석은 전 세계적으로 후기 원생대(Neoproterozoic)에 산출되어
옹진 소청도 스트로마톨라이트 및 분바위는 대한민국 인천광역시 옹진군 소청도에 있는 선캄브리아기 스트로마톨라이트 지질유산이며 대한민국의 천연기념물 제508호이다. 소청도 스트로마톨라이트 내에서는 국내 최초로 박테리아 화석이 보고되어 국내에서는 가장 오래된 화석(원생대 후기; 약 6억 내지 10억년 전)으로 평가받고 있다. 소청도의 스트로마톨라이트가 발달한 석회암은 일제강점기에서부터 수십년 전까지 건축재료용으로 많이 채석되어 남아 있는 양이 적을 뿐만아니라, 그 모양도 아름다워 무단채취의 위험성이 높아 지정·보존가치가 높다. 또한, 분바위라고 부르고 있는 백색의 결정질 석회암(대리암)이 해식작용으로 노출되어 있어 주변 해안의 경관이 매우 수려하다.

## 같이 보기
- 대청면
- 대청도
- 서해 5도
- 인천광역시의 지질
- 북방한계선
- 조선 서해 해상 군사분계선
- 소청초 종합해양과학기지 [ 위치는 동경 124도44분16.9초, 북위 37도25분23.3초]